# Sedjerara
Sedjerara (în arabă سجرارة) este o comună din provincia Mascara, Algeria.
Populația comunei este de 8.549 de locuitori (2008).